# Javier Fuego Martínez
Javier Fuego Martínez més conegut com a Javi Fuego (nascut l'1 de gener de 1984 a La Pola Siero, Astúries) és un exfutbolista professional asturià que jugava com a centrecampista defensiu.

## Trajectòria esportiva
Va formar-se com a futbolista a les categories inferiors del Real Sporting de Gijón, i va debutar al primer equip durant la temporada 2001-02 a Segona Divisió. Va restar cinc temporades més a l'equip asturià fins que va fitxar pel Llevant UE la temporada 2007-08, i va debutar a primera divisió el 26 d'agost de 2008 a Mallorca.
La temporada 2008-09, després del descens del Llevant a Segona Divisió, va deixar el club, que patia una greu crisi econòmica, signant pel Recreativo de Huelva per tres anys. El 2010 firmà contracte amb el Rayo Vallecano, equip amb el qual va aconseguir l'ascens a primera divisió en la campanya 2010/11. El dia 10 de novembre de 2012, en la jornada 11 de la temporada 2012-13, va arribar a la xifra de cent partits disputats a Primera Divisió davant del RC Celta de Vigo.
El gener de 2013, mesos abans que la temporada acabés, s'anuncià que Fuego no renovaria el seu contracte amb el Rayo, i va arribar a un acord per tres anys amb el València CF l'u de juliol de 2013 Fuego va debutar amb el València contra el Màlaga CF, amb una victòria per 1-0 a casa.

### Espanyol
El 13 d'agost de 2016, Fuego va signar contracte per tres anys amb el RCD Espanyol.

### Vila-real
El 30 de gener de 2018, Fuego va fitxar pel Vila-real CF amb un contracte per dos anys, a canvi de 750.000 euros; l'entrenador del RCD Espanyol, Quique Sánchez Flores, es va mostrar contrari a aquest traspàs.

## Selecció espanyola
Ha estat internacional amb la selecció de futbol sub-22 d'Espanya, amb la qual es va proclamar campió dels Jocs del Mediterrani de 2005.